# 正藍旗
正藍旗（せいらんき、ショローン・フフ旗、ᠰᠢᠯᠤᠭᠤᠨ
ᠬᠥᠬᠡ
ᠬᠣᠰᠢᠭᠤ　転写：Siluɣun Köke qosiɣu）は、中華人民共和国内モンゴル自治区シリンゴル盟に位置する旗。地方政府は上都鎮にある。
大規模な国営農場も有する。草地と砂漠の比率は8対2。近年は漢族の数がモンゴル族を超え、6割に及ぶ。今もなお牧畜が主な産業である。
元朝の「夏の首都」と言われる上都（英文文脈ではザナドゥとも呼ばれる）の遺跡が2012年にユネスコ世界遺産に登録された。

## 行政区画
3バルガス（鎮）、4ソム（蘇木）を管轄
- バルガス（鎮）
  - 上都鎮
  - サングンダライ・バルガス（桑根達来鎮）
  - ハビルガ・バルガス（哈畢日嘎鎮）
- ソム（蘇木）
  - ボショダイ・ソム（宝紹代蘇木）
  - ナルト・ソム（那日図蘇木）
  - サイン・フドゥグ・ソム（賽音呼都嘎蘇木）
  - ジャガスタイ・ソム（扎格斯台蘇木）
- 五一種畜場総場、黒城子示範区

## 観光
- 元上都遺跡観光地区：元朝の夏の首都「上都」の遺跡地区。元上都博物館がある。
- フビライ広場：2007年に完成。クビライ・カアンの銅像がある。